# Camponotus arcuatus
Camponotus arcuatus é uma espécie de inseto do gênero Camponotus, pertencente à família Formicidae.

## Subespécies
- C. a. aesopus
- C. a. arcuatus